# Раян Голлінгзгед
Раян Майкл Голлінгзгед (англ. Ryan Michael Hollingshead; нар. 16 квітня 1991, Сакраменто, Каліфорнія) — американський футболіст, захисник клубу «Лос-Анджелес».

## Кар'єра
У 2009—2012 роках Голлінгзгед навчався у Каліфорнійському університеті в Лос-Анджелесі та виступав за футбольну команду навчального закладу «ЮКЛА Брюїнз». З 2013 року грав за «Даллас» у MLS.
10 лютого 2022 року «Даллас» обміняв Голлінгзгеда «Лос-Анджелесу» на Марко Фарфана. За «Лос-Анджелес» він дебютував 26 лютого в матчі стартового туру сезону проти «Колорадо Репідз». 20 березня в матчі проти «Ванкувер Вайткепс» він забив свої перші голи за «Лос-Анджелес», зробивши дубль. Голлінгзгед допоміг «Лос-Анджелесу» виграти чемпіонський титул, 5 листопада у матчі за Кубок MLS 2022 року проти «Філадельфії Юніон» він реалізував свій пенальті у післяматчевій серії. Після закінчення сезону 2022 контракт Голлінгзгеда з «Лос-Анджелесом» закінчився, після чого сторони почали переговори щодо нового контракту, і 17 листопада гравець підписав з клубом трирічний контракт до кінця сезону 2025.

## Досягнення
- Переможець регулярного чемпіонату MLS: 2016
- Володар Відкритого кубка США : 2016
- Чемпіон MLS (володар Кубку MLS): 2022